# 芝普特斯一世
芝普特斯一世（希臘語：Zιπoίτης 或 Zιβoίτης ，前354年—前278年），是比提尼亞的統治者，他自立為國王，統治期間約在前326年－前278年。
芝普特斯在前326年繼承父親巴斯（Bas）的位置，並統治比提尼亞48個年頭，這期間他成功抵擋住利西馬科斯和塞琉古帝國安條克一世的進攻 。在前315年時，他與阿斯塔科斯（Astakos）、卡爾西頓（Chalcedon）進行戰爭，但因安提柯一世派出援兵幫助敵方而失敗 。芝普特斯曾經在利珀德戎（Lypedron）山腳下建造一座城市，並以他的名字命名為芝普提翁（Zipoition），但有關這座城市和那座山的位置今日不清楚。另外，他是第一個比提尼亞統治者採用巴西琉斯（國王）頭銜，時間約在前297年以前。
他活到76歲才逝世，並留有四個孩子，並由長子尼科美德一世繼承王位 。

## 腳註
1. ↑   赫拉克利亞的門農, History of Heracleia, 6, 9
2. ↑   西西里的狄奧多羅斯, Bibliotheca, xix. 60
3. ↑   門農, 12; 拜占庭的史蒂芬紐, Ethnica, s.v. "Zipoition"

## 來源
- Cohen, Getzel M.; The Hellenistic Settlements in Europe, the Islands and Asia Minor (1996), "Zipoition"
- 威廉·史密斯，《希腊羅馬的神話和傳記辭典》,"Ziboetes", 波士頓, (1867)

| 統治者頭銜            | 統治者頭銜                           | 統治者頭銜                       |
| --------------------- | ------------------------------------ | -------------------------------- |
| 前任： 比提尼亞的巴斯 | 比提尼亞領主與國王 前326年 – 前278年 | 繼任： 尼科美德一世 芝普特斯二世 |